# ميلدريد ألبرت
ميلدريد ألبرت (بالإنجليزية: Mildred Albert)‏ هي سيدة أعمال وصحفية وكاتبة العمود أمريكية، ولدت في 14 يناير 1905 في روسيا، وتوفيت في 26 أغسطس 1991 في بوسطن في الولايات المتحدة.